# Cloruro di magnesio
Il cloruro di magnesio è il composto inorganico di formula MgCl2. Esiste anche in varie forme idrate MgCl2 • nH2O; di queste, comune è l'esaidrato MgCl2 • 6H2O. In condizioni normali questi composti sono solidi incolori e inodori, tipici alogenuri ionici, molto solubili in acqua. In natura si trova in molte salamoie e laghi salati, nonché in vari minerali, tra i quali bischofite, MgCl2 • 6H2O, e carnallite, KCl • MgCl2 • 6H2O. L'utilizzo principale del cloruro di magnesio è nella produzione di magnesio metallico; è usato inoltre come additivo alimentare e in numerose altre applicazioni.

## Struttura
MgCl2 è un composto ionico. La forma anidra cristallina ha una cella elementare tipo CdCl2, dove l'atomo di magnesio ha coordinazione ottaedrica. Esistono molte forme idrate di formula generale MgCl2 • nH2O, che perdono progressivamente acqua al crescere della temperatura: n = 12 (-16,4 °C),  8 (-3,4 °C), 6 (116,7 °C), 4 (181 °C), 2 (ca. 300 °C). Nella forma esaidrata lo ione Mg2+ ha ancora coordinazione ottaedrica, ma è legato a sei molecole d'acqua.

## Produzione
Commercialmente il cloruro di magnesio si può estrarre da salamoie, dall'acqua di mare o dai minerali bischofite, MgCl2 • 6H2O, e carnallite, KCl • MgCl2 • 6H2O. Per queste vie si ottiene l'esaidrato MgCl2 • 6H2O; da questo si può ottenere il prodotto anidro con una varietà di processi industriali di disidratazione.
Il prodotto anidro si può ottenere anche trattando a caldo l'ossido di magnesio con coke e cloro:
MgO + C + Cl2 → MgCl2 + CO
MgCl2 si forma inoltre come sottoprodotto nel processo Kroll per la produzione di titanio metallico:
2Mg + TiCl4 → 2MgCl2 + Ti
In laboratorio si può ottenere cloruro di magnesio da idrossido di magnesio e acido cloridrico, o per reazione tra magnesio e acido cloridrico:
Mg(OH)2 + 2HCl → MgCl2 + 2H2O
Mg + 2HCl → MgCl2 + H2

## Usi
Il cloruro di magnesio ha numerosissime applicazioni. La più importante è come materiale di partenza per la produzione di magnesio metallico per via elettrolitica ad alta temperatura:
MgCl2(l) → Mg(l) + Cl2(g)
Tra le altre applicazioni, è usato nella manifattura di tessuti, carta, materiali ignifughi e cementi. Mescolato con ossido di magnesio, forma il cemento magnesicico. Viene inoltre usato come agente flocculante nel trattamento delle acque.
Nell'industria alimentare è usato come regolatore di acidità, agente rassodante, esaltatore di sapidità e anti-agglomerante. Nell'Unione europea è l'additivo alimentare E511, senza limiti di utilizzo sia negli alimenti che nell'agricoltura biologica. Viene utilizzato anche nell'industria farmaceutica e cosmetica. Può essere utilizzato come coagulante nella preparazione del tofu.
Viene inoltre usato per creare soluzioni con punto di ebollizione attorno a 154°C per effettuare prove di corrosione (Stress Corrosion Cracking) secondo la normativa ASTM G36.